# Vincent Grass
Pour les articles homonymes, voir Grass.
Vincent Grass, né le 9 janvier 1949 à Bruxelles, est un acteur belge.
Interprète à l'écran, il a participé à de nombreuses pièces de théâtre, films et séries télévisées en France et à l'étranger. Il est également connu pour son travail dans le milieu du doublage.

## Biographie

### Jeunesse et formation
Il a étudié au Conservatoire royal de Bruxelles dans les années 1970, puis commencé à jouer dans des spectacles du Rideau de Bruxelles, du Théâtre national de Belgique, du Théâtre royal des Galeries, du Nouveau Gymnase de Liège et bien d'autres, pour reprendre des études d'art dramatique à la London Academy of Music and Dramatic Art.

### Cinéma et télévision
Polyglotte, il joue également en anglais comme en 2008 pour le rôle du Dr Cornelius dans Le Monde de Narnia : Le Prince Caspian, second volet de la série de films Le Monde de Narnia (2005-2010) ou encore dans la série Braquo de Canal+ en 2011.
En 2019, il est à l'affiche du film J'accuse de Roman Polanski, dans lequel il joue le rôle du général Jean-Baptiste Billot.

### Travail dans les voix
Également actif dans le doublage, il prête notamment sa voix à Hugo Weaving pour son rôle de l'agent Smith dans la trilogie Matrix et à John Rhys-Davies pour les rôles du Nain Gimli et de l'Ent Sylvebarbe dans la trilogie Le Seigneur des anneaux (2001-2003).
Il double régulièrement les acteurs Bruce McGill, Timothy Spall et Brian Dennehy.
Au sein de l'animation, il est notamment, en version française, la voix du Dr. Jumba Jookiba dans les œuvres Lilo et Stitch dont le film de 2002 ainsi que celle du roi Sidorak dans Bionicle 3 (2005), de Tortoise John dans le film Rango (2011) et de l'empereur Ieldoras Aldercapt dans le film Kingsglaive: Final Fantasy XV (2016), rôle qu'il reprend dans le jeu Final Fantasy XV (2016).
On a pu l'entendre dans les émissions de radio La compil' des auditeurs, sur France Bleu, où il interprétait plusieurs rôles dans la dernière séquence, et le samedi sur France Bleu, puis dans Dernier parking avant la plage et Parking de nuit sur France Inter où il est la voix du gardien du parking.
En 2014, il est la voix off des publicités pour le site de rencontres Meetic, la Caisse d'Épargne ou encore pour Domitys.
Travaillant et vivant en France depuis 1975, il possède la nationalité française.

## Théâtre
- 1998 : Mort d'un commis voyageur d'Arthur Miller, mise en scène Régis Santon, théâtre Silvia-Monfort
- 2001 : Staline mélodie de David Pownall, mise en scène Régis Santon, théâtre Silvia-Monfort
- 2010 : Dernière Station avant le désert de Lanie Robertson, mise en scène Georges Werler, Petit-Saint-Martin
- 2014 : Dom Juan de Molière, mise en scène Arnaud Denis, Théâtre 14 Jean-Marie Serreau

## Filmographie

### Cinéma
- 1977 : Le mille-pattes fait des claquettes
- 1979 : Lady Oscar : Un soldat insolent
- 1980 : Mama Dracula : le fiancé
- 1982 : Traversées : le policier britannique
- 1982 : Enigma : Soviet W (non crédité)
- 1984 : Le Fou du roi : Un Belge
- 1985 : Nom de code, émeraude (Code Name: Emerald) : le pisteur
- 1988 : Le Complot d'Agnieszka Holland
- 1990 : Uranus : Ledieu
- 1991 : L'Année de l'éveil : le professeur d'allemand
- 1993 : L'Heure du Cochon : Bailiff Labatier
- 1992 : Je pense à vous
- 1993 : Pétain : Georges Mandel
- 1994 : Grosse Fatigue : l'échangiste
- 1994 : Les Amoureux : M. Godfroy
- 1997 : Ma vie en rose : le principal
- 2000 : Vatel : le papa de Martin
- 2000 : Le Roi danse : l'archevêque de Paris
- 2001 : Change-moi ma vie : le client handicapé
- 2005 : L'Empire des loups : Marius
- 2005 : Palais royal ! : M. Lamache, un téléspectateur
- 2008 : Le Monde de Narnia, chapitre II : Le Prince Caspian : Professeur Cornélius
- 2008 : Un barrage contre le Pacifique : le père Bart
- 2008 : Le Secret de Moonacre : Coeur de Noir/Sir William de Noir
- 2009 : Machination (court) : le dentiste
- 2013 : Being Homer Simpson : le barman
- 2013 : Avis aux intéressés : Daniel
- 2015 : Les Gorilles : Instructeur chef
- 2018 : Au poste ! de Quentin Dupieux : Daniel, l'homme de ménage
- 2018 : At Eternity's Gate : Cafetier
- 2019 : J'accuse de Roman Polanski : Général Billot
- 2019 : L'État sauvage de David Perrault : Grand Chef
- 2024 : Les Chèvres ! de Fred Cavayé : Jean (vieux)
- 2025 : Phantom Manor – The Bride's song[4] de Johan Souply
- 2025 : Fils de : Ravelstein

### Télévision
- 1992 : Maigret : Maigret chez les flamands de Serge Leroy
- 1995 : Maigret : Les Vacances de Maigret de Pierre Joassin
- 1997 : Julie Lescaut épisode 2 saison 6, Travail fantôme d'Alain Wermus : Fred Pastor
- 1999 : Joséphine, ange gardien : Le gros client
- 2006 : Louis la Brocante, série, épisode La Fin des abricots : Albert
- 2011 : Braquo : Ruben Breynaert
- 2016 : La Trêve : Lucien Rablet
- 2016 : Tutankhamun (en) : Gaston Maspero

## Doublage
Les dates inscrites en italique correspondent aux sorties initiales des films auxquels Vincent Grass a participé aux redoublages.
Sources : RS Doublage, Planète Jeunesse et Doublage Séries Database.

### Cinéma

#### Films
- Timothy Spall dans (7 films) :
  - Les Désastreuses Aventures des orphelins Baudelaire (2004) : M. Poe
  - Appaloosa (2008) : Phil Olson
  - Le Secret de Green Knowe (2009) : Baggis
  - Alice au pays des merveilles (2010) : Bayard (voix)
  - Duo d'escrocs (2013) : Jerry
  - Alice, de l'autre côté du miroir (2016) : Bayard (voix)
  - Scandaleusement vôtre (2023) : Edward Swan

- Bruce McGill dans (5 films) :
  - Mon cousin Vinny (1992) : le shérif Farley
  - Révélations (1999) : Ron Motley
  - Les Associés (2003) : Chuck Frechette
  - En territoire ennemi 2 (2006) : le général Norman T. Vance
  - Lincoln (2012) : Edwin Stanton

- R. Lee Ermey dans (4 films) : 
  - Terrain miné (1994) : Stone
  - Willard (2003) : Frank Martin
  - Massacre à la tronçonneuse (2003) : le shérif Hoyt
  - Massacre à la tronçonneuse : Le Commencement (2006) : Charlie Hewitt / le shérif Hoyt

- Bruno Ganz dans :
  - Les Ailes du désir (1987) : Damiel
  - L'Éternité et Un Jour (1998) : Alexandre
  - Luther (2003) : Johann von Staupitz

- Hugo Weaving dans :
  - Matrix (1999) : l'agent Smith
  - Matrix Reloaded (2003) : l'agent Smith
  - Matrix Revolutions (2003) : l'agent Smith

- John Rhys-Davies dans : 
  - Le Seigneur des anneaux : La Communauté de l'anneau (2001) : Gimli
  - Le Seigneur des anneaux : Les Deux Tours (2002) : Gimli et Sylvebarbe
  - Le Seigneur des anneaux : Le Retour du roi (2003) : Gimli et Sylvebarbe

- Julian Glover dans : 
  - Harry Potter et la Chambre des secrets (2002) : Aragog, l'acromentule (voix)
  - Mirrors (2008) : Robert Esseker
  - Victoria : Les Jeunes Années d'une reine (2009) : le Duc de Wellington

- Kenneth Cranham dans : 
  - Walkyrie (2008) : Wilhelm Keitel
  - We Want Sex Equality (2010) : Monty Taylor
  - Maléfique (2014) : le roi Hubert

- Richard Riehle dans :
  - Les Messagers 2 (2009) : Jude Weatherly
  - La Mission de Chien Noël (2010) : le Père Noël
  - Les Copains chasseurs de trésor (2012) : Thomas Howard

- Jim Carter dans : 
  - Transformers: The Last Knight (2017) : Cogman (voix)
  - Downton Abbey (2019) : Charles « Charlie » Carson
  - Downton Abbey 2 : Une nouvelle ère (2022) : Charles « Charlie » Carson

- John Hurt dans :
  - Sur la route de Nairobi (1987) : Gilbert Colvile
  - New York, I Love You (2008) : le serveur du grand hôtel

- Pruitt Taylor Vince dans :
  - Double Détente (1988) : le réceptionniste de l'hôtel
  - Hell Driver (2011) : Roy

- Klaus Maria Brandauer dans :
  - La Toile d'araignée (1989) : Benjamin Lenz
  - Tetro (2009) : Carlo Tetrocini / Alfie Tetrocini

- Paul Guilfoyle dans :
  - Striptease (1996) : Malcolm Moldovsky
  - Air Force One (1997) : Lloyd Shepard

- Rade Šerbedžija dans : 
  - Mon ami Joe (1998) : Andrei Strasser
  - Eurotrip (2004) : Tibor

- Peter Firth dans :
  - Pearl Harbor (2001) : le capitaine Mervyn Bennion
  - La Résurrection du Christ (2016) : Ponce Pilate

- Ray Winstone dans :
  - The Proposition (2005) : le capitaine Stanley
  - Black Widow (2021) : le général Dreykov

- Tim Curry dans : 
  - Le Jackpot de Noël (2007) : Gordon McLoosh
  - Le Secret de Moonacre (2008) : Cœur De Noir

- Robbie Coltrane dans :
  - Une arnaque presque parfaite (2008) : Maximillen Melvile, le conservateur
  - Effie Gray (2014) : le médecin

- Tom Berenger dans :
  - Bad Country (2014) : Lutin
  - Bad Luck (2014) : Teddy Raymonds

- 1932[n 1] : Scarface : l'inspecteur en chef (Edwin Maxwell)
- 1941[8] : L'Homme de la rue : D. B. Norton (Edward Arnold)
- 1943[9] : Le ciel peut attendre : E. F. Strabel (Eugene Pallette)
- 1945 : Over 21[10] : Robert Gow (Charles Coburn)
- 1978[n 2] : La Grande Menace : le chef de la police (Harry Andrews)
- 1981[n 3] : Le Bateau : Fritz Grade (Klaus Wennemann)
- 1981 : Les Chariots de feu : Rob Liddell (Benny Young)
- 1981 : Excalibur : Gauvain (Liam Neeson)
- 1982[n 4] : Blade Runner : publicité pour les colonies spatiales ( ? ) (voix)
- 1984[n 5] : Amadeus : Kappelmeister Bonno (Patrick Hines)
- 1984 : Police Academy : le coiffeur ( ? )
- 1985 : Ouragan sur l'eau plate : Kessler (Paul Heiney)
- 1986 : La Petite Boutique des Horreurs : un client de Orin ( ? )
- 1986 : Le Sixième Sens : le lieutenant Fisk (Frankie Faison)
- 1987 : Good Morning Vietnam : Marty Lee Dreiwitz (Robert Wuhl)
- 1987 : Roxanne : Dr Dave Schepsi (Brian George)
- 1987 : Le Dragueur : Jack Jericho (Robert Downey Jr.)
- 1987[11] : Cheeseburger film sandwich : le présentateur (Corey Burton)
- 1987 : La Gagne : le barman (Ken McGregor)
- 1988 : La Dernière Tentation du Christ : l'apôtre André (Gary Basaraba)
- 1988 : Cop : Delbert « Whitey » Haines (Charles Haid)
- 1988 : High Hopes : Cyril Bender (Phil Davis)
- 1988 : Mort à l'arrivée : Hal Petersham (Daniel Stern)
- 1988 : L'Insoutenable Légèreté de l'être : l'homme chauve du bar (Leon Lissek)
- 1989 : Indiana Jones et la Dernière Croisade : le colonel Vogel (Michael Byrne)
- 1989 : Un flic à Chicago : Willy Simpson (Ted Levine)
- 1989 : Le sapin a les boules : un officier de la SWAT (Alexander Folk)
- 1989 : Le Carrefour des innocents : Dr Gaeyl (Kevin Tighe)
- 1990 : Chasseur blanc, cœur noir : Zibelinsky (Alex Norton)
- 1990 : Hold-up à New-York : Edison (Phil Hartman)
- 1990 : La Face cachée de la Lune : Dr Dreyfruss (Alan Blumenfeld)
- 1990 : Gremlins 2 : La Nouvelle Génération : le Complexe ( ? ) (voix)
- 1991 : JFK : l'annonceur de la libération de Ferrie / Oswald
- 1991 : Le Père de la mariée : Al (Richard Portnow)
- 1992 : Sables mortels : l'agent du FBI Ruiz (Miguel Sandoval)
- 1992 : Impitoyable : Skinny Dubois (Anthony James)
- 1992 : Dr Rictus : Dr Evan Rendell (Larry Drake)
- 1992 : La Nuit du défi : Ben Culver (Kenneth White)
- 1992 : Final Impact : Stevie Olivares (Frank Rivera)
- 1993 : RoboCop 3 : Moreno (Daniel von Bargen)
- 1993 : Tina : Fross (Chi McBride)
- 1993 : Les Aventures de Huckleberry Finn : le roi (Jason Robards)
- 1993 : Les Jeunes Américains : Dermot O'Neill (James Duggan)
- 1993 : Pas de vacances pour les Blues : Sikes (Marshall Bell)
- 1993 : Short Cuts : Andy Bitkower (Lyle Lovett)
- 1993 : Glass Shadow : le portier (Sven-Ole Thorsen)
- 1994 : Danger immédiat : Enrique Rojas (Patrick Bauchau)
- 1994 : Timecop : Parker (Kevin McNulty)
- 1994 : Une équipe aux anges (Angels in The Outfield) de William Dear : Neal McDonough (White Bass)
- 1994 : Léon : Tonto (Lucius Wyatt Cherokee)
- 1994 : Les Complices : Sam Smotherman (Saul Rubinek)
- 1994 : The Mask : un policier ( ? )
- 1994 : Rends la monnaie, papa : Sam (Gailard Sartain)
- 1995 : Rimbaud Verlaine : Jean Aicard (Bruce Van Barthold)
- 1995 : Midnight Man : Boris (Ronald Hunter)
- 1996 : Fargo : Stan Grossman (Larry Brandenburg)
- 1996 : L'Ombre blanche : le médecin légiste (Harris Laskawy)
- 1997 : Le Cinquième Élément : le général Tudor (Al Matthews) et voix additionnelles
- 1997 : Starship Troopers : Bill Rico (Christopher Curry (en))
- 1997 : Le Baiser du serpent : Thomas Smithers (Pete Postlethwaite)
- 1998 : Meet the Deedles : le capitaine Douglas Pine (John Ashton)
- 1998 : Il faut sauver le soldat Ryan : le capitaine au département de la Guerre (David Wohl)
- 1998 : Chapeau melon et bottes de cuir : l'invisible Jones (Patrick Macnee)
- 1998 : Pleasantville : Big Bob (J. T. Walsh)
- 1998 : Doomsday : Bill Nelson (Bob Hoskins)
- 1998 : Le Général : Martin Cahill (Brendan Gleeson)
- 1998 : Still Crazy : De retour pour mettre le feu : Tony Costello (Stephen Rea)
- 1998 : Le Neveu : Tony Egan (Donal McCann)
- 1998 : Les Naufragés du Pacifique : Jack Robinson (James Keach)
- 2000 : The Watcher : Hollis (Chris Ellis)
- 2000 : Treize Jours : le général Curtis LeMay (Kevin Conway)
- 2000 : Harrison's Flowers : Samuel Brubeck (Alun Armstrong)
- 2001 : L'Ascenseur : Niveau 2 : Gunter Steinberg (Michael Ironside)
- 2002 : Mission Évasion (Hart's War) de Gregory Hoblit : le sergent Carl S. Webb (Rory Cochrane)
- 2002 : Le Club des empereurs : Woodbridge (Edward Herrmann)
- 2002 : Windtalkers : Les Messagers du vent : le colonel Hollings (Holmes Osborne)
- 2002 : Minority Report : le procureur général Vincent Nash (Victor Raider-Wexler)
- 2002 : Jason X : Crutch (Philip Williams)
- 2002 : Bad Company : Dragan Adjanic (Matthew Marsh)
- 2003 : Sarabande : Henrik (Börje Ahlstedt)
- 2003 : Confidence : Alphonse « Big Al » Moorley (Louis Lombardi)
- 2004 : Le Roi Arthur : Jols (Sean Gilder)
- 2004 : La Plus Belle Victoire : l'arbitre de la finale (Barry Lee-Thomas)
- 2004 : Team America, police du monde : Michael Moore (Trey Parker) (voix)
- 2004 : Les Fils du vent : M. Wong (Burt Kwouk)
- 2005 : Adieu Cuba : Don Donoso Fellove (Richard Bradford)
- 2005 : De l'ombre à la lumière : Jake (Gene Pyrz)
- 2006 : À la recherche du bonheur : Tim Ribbon (Domenic Bove)
- 2006 : Petit mariage entre amis : Pops (John F. O' Donohue)
- 2006 : The Last Time : Leguzza (Michael Lerner)
- 2007 : Troupe d'élite : le colonel Otavio (Marcelo Escorel)
- 2008 : Le Monde de Narnia : Le Prince Caspian : le docteur Cornelius (lui-même)
- 2008 : The Lazarus Project : Danny (Frank Adamson)
- 2008 : Doomsday : Bill Nelson (Bob Hoskins)
- 2009 : Millénium : l'avocat Nils Bjurman (Peter Andersson)
- 2009 : Le Guerrier silencieux : Barde (Alexander Morton)
- 2009 : Defendor : Radovan Kristic (A. C. Peterson)
- 2009 : Les Copains fêtent Noël : le père Noël (George Wendt)
- 2010 : From Paris with Love : l'ambassadeur Bennington (Richard Durden)
- 2010 : The Tourist : Reginald Shaw (Steven Berkoff)
- 2010 : Transfer : Otto (Ulrich Voß (de))
- 2011 : Les Aventures de Tintin : Le Secret de La Licorne : Barnabé Dawes (Joe Starr)
- 2011 : Cheval de guerre : un participant aux enchères (Gerard McSorley)
- 2011 : Blitz : le superintendant Brown (Nicky Henson)
- 2011 : Le Stratège : Bob (Bob Bishop)
- 2011 : Rampart : Hartshorn (Ned Beatty)
- 2012 : Avengers : un membre du conseil de sécurité mondiale (Powers Boothe)
- 2012 : Cosmopolis : Anthony (George Touliatos)
- 2013 : Lone Ranger : Naissance d'un héros : Lewis Habberman (Stephen Root)
- 2013 : Gangster Squad : le lieutenant Quincannon (Jack McGee)
- 2013 : Paranoia : Frank Cassidy (Richard Dreyfuss)
- 2013 : Les Chiots Noël, la relève est arrivée : le père Noël (Pat Finn (en))
- 2014 : Albert à l'ouest : le pasteur Wilson (John Aylward)
- 2014 : Le Sourire des femmes : Jean-Paul Monsignac (Armin Rohde)
- 2015 : Knight of Cups : Joseph (Brian Dennehy)
- 2015 : Le Hobbit : Le Retour du roi du Cantal de Léo Pons : Gimli (Brian Senaud)
- 2016 : Mariage à la grecque 2 : Panos (Mark Margolis)
- 2021 : La Mémoire de l'amour : Curt Wieland (Günther Maria Halmer)

#### Films d'animation
- 1982 : Voilà Garfield[12] : Jon Arbuckle (court-métrage)
- 1983 : Garfield en famille[13] : Jon Arbuckle (court-métrage)
- 1984 : Garfield en vacances[14] : Jon Arbuckle, Billy le lapin (court-métrage)
- 1985 : Garfield se déguise[15] : Jon Arbuckle, Binky le clown (court-métrage)
- 1986 : Basil, détective privé : Bartholomé, Sbire de Ratigan #4
- 1986 : Garfield au paradis[16] : Jon Arbuckle (court-métrage)
- 1987 : Le Pacha et les Chats de Beverly Hills : Dobey
- 1987 : Le Noël de Garfield[17] : Jon Arbuckle (court-métrage)
- 1987 : Garfield à Hollywood[18] : Jon Arbuckle (court-métrage)
- 1989 : La Petite Sirène : Flotsam et Jetsam, les deux sbires de la sorcière des mers Ursula (1er doublage)
- 1993 : Le Voyage d'Edgar dans la forêt magique : l'oiseau de marais
- 1998 : Excalibur, l'épée magique : le Baron Rubber (voix chantée)
- 1998 : Le Prince d'Égypte : Hotep
- 1999 : Animaniacs, le film : Wakko et l'Étoile magique : Bobby
- 2002 : Lilo et Stitch : Jumba Jookiba
- 2003 : Le Livre de la jungle 2 : Colonel Hathi
- 2003 : Stitch ! Le film : Jumba Jookiba
- 2003 : Les Énigmes de l'Atlantide : Chakashi
- 2004 : La ferme se rebelle : Jeb, le bouc grognon
- 2004 : Gang de requins : Luca
- 2004 : Steamboy : M. Kerrigan
- 2004 : Mickey, il était deux fois Noël : le narrateur
- 2005 : Bionicle 3 : La Menace de l'ombre : Sidorak
- 2005 : Lilo et Stitch 2 : Hawaï, nous avons un problème! : Jumba Jookiba
- 2005 : Les Contes de Terremer : un ministre d'Enlad
- 2006 : Leroy et Stitch : Jumba Jookiba
- 2006 : Astérix et les Vikings : Abraracourcix
- 2006 : Happy Feet : Noé le sage[n 6] et l'Ancien[19]
- 2009 : Joyeux Noël Madagascar : le Père Noël
- 2009 : Lutins d'élite, mission Noël : le Père Noël (court-métrage)
- 2010 : Tom et Jerry : Élementaire, mon cher Jerry : Docteur Watson
- 2011 : Rango : Tortoise John, le maire[20]
- 2011 : Happy Feet 2 : Noé le sage[n 6] et l'Ancien
- 2012 : Ernest et Célestine : le chef policier ours
- 2012 : Scooby-Doo : Le Chant du vampire : le vampire Valdronya
- 2013 : L'Apprenti Père Noël et le Flocon magique : le père Noël victorien
- 2016 : Kingsglaive: Final Fantasy XV : Ieldoras Aldercapt, l'empereur de Niflheim
- 2016 : Batman: The Killing Joke : l'oncle Francesco

### Télévision

#### Téléfilms
- John Rhys-Davies dans :
  - Panique à New Jersey (2004) : le capitaine
  - La Mémoire en sursis (2008) : Yale Ericson
  - Les Chaussures magiques (2015[21]) : Burt

- Uwe Ochsenknecht dans :
  - Kein Geld der Welt (de) (2007) : M. Dagenhorst
  - Un père pour Noël (2014) : Harry Zopke

- Thomas Thieme (de) dans : 
  - Pardonne-moi (2012) : Bischof
  - Le Bébé et le Clochard (2014) : M. Wenzel

- 1977 : Ants! : Tom (Bruce French)
- 1991 : La Loi de la mafia : Paulie Romano (Dan Lauria)
- 1992 : Un fugitif parmi nous : Les Stubbs (Guy Boyd)
- 1995 : De l'amour à la haine : Jack Liner (Kevin Dobson)
- 1997 : Secrets de famille : Joe Fielding (Gary Bisig)
- 1999 : Alice au pays des merveilles : la Simili-tortue (Gene Wilder) (voix)
- 2001 : Zenon et les Aliens : le commandant Edward Plank (Stuart Pankin)
- 2001 : Conspiration : le lieutenant-général SS Otto Hoffman (Nicholas Woodeson)
- 2001 : Au service de la liberté : Sydney (Walter Massey)
- 2003 : Le Mystère des sources du Nil : voix off
- 2004 : Ike. Opération Overlord : le premier ministre Winston Churchill (Ian Mune)
- 2005 : Meurtre au Présidio : l'inspecteur Robert Sayer (Peter Sherayko)
- 2005 : Un amour de fantôme : MacQuarrie (Armin Rohde)
- 2005 : Triangle : Doug West (Barrie Ingham)
- 2006 : Prince Rodolphe : L'Héritier de Sissi : l'Empereur François-Joseph (Klaus Maria Brandauer)
- 2009 : Star Runners : Bishop (Michael Culkin)
- 2009 : Terres de glace, cœur de feu : Kristjan Olafsson (Heinz Hoenig)
- 2009 : Into the Storm : le général Ismay (Robert Pugh)
- 2011 : Mademoiselle Noël : le Père Noël (Peter Jason)
- 2014 : L'Étrange Noël de Lauren : Frank Holliday (Brian Doyle-Murray)

#### Séries télévisées
- Peter Firth dans (6 séries) : 
  - MI-5 (2002-2011) : Harry Pearce (86 épisodes)
  - The Battle for Rome (2006) : Vespasian (mini-série)
  - Un monde sans fin (2012) : Roland (mini-série)
  - Undeniable (2014) : Andrew Rawlins (mini-série)
  - Victoria (2016-2017) : le Duc de Cumberland (5 épisodes)
  - Strike Back (2017-2018) : Milos Borisovich (saison 6, épisodes 5 et 6)

- Bruce McGill dans (5 séries) :
  - New York, unité spéciale (2009) : Gordon Garrison (épisode 10)
  - Rizzoli and Isles (2010-2016) : l'inspecteur Vince Korsak (105 épisodes)
  - Ben and Kate (2013) : Randy Fox (épisodes 14 et 15)
  - NCIS : Enquêtes spéciales (2017) : Henry Rogers (saison 14, épisode 19)
  - Shades of Blue (2018) : Jordan Ramsey (9 épisodes)

- Brian Dennehy dans (4 séries) :
  - À la Maison-Blanche (2005) : le sénateur Rafe Framingham (saison 6, épisode 19)
  - Les 4400 (2006) : Mitch Baldwin (saison 3, épisode 7)
  - New York, unité spéciale (2007) : Judson Tierney (saison 8, épisode 10)
  - The Good Wife (2012) : Bucky Stabler (saison 4, épisodes 6 et 9)

- David Soul dans :
  - Sandra, princesse rebelle (1995) : Zoltan Kouros (mini-série)
  - Inspecteur Lewis (2012) : Paul Yelland (saison 6, épisode 4)

- Stephen Fry dans :
  - Dans le Rouge (1998) : le contrôleur de BBC 2 (mini-série)
  - Bones (2007-2017) : Dr Gordon Wyatt (6 épisodes)

- Wade Williams dans :
  - 24 Heures chrono (2002) : Robert Ellis (saison 1, épisodes 15 et 16)
  - Boomtown (2003) : Paul Barnes (saison 2, épisode 2)

- 1983-1987 : Fraggle Rock : Gobo (Jerry Nelson) (voix)
- 2000 : Dune : Stilgar (Uwe Ochsenknecht) (mini-série)
- 2001-2003 : Alias : Inehi Hassan (Aharon Ipalé) (4 épisodes), Dr Vasson (Erick Avari) (saison 3, épisode 8)
- 2002-2003 : Will et Grace : M. Stein (Gene Wilder) (saison 5, épisodes 6 et 19)
- 2003 : Les Enfants de Dune : Stilgar (Steven Berkoff) (mini-série)
- 2003-2004 : Elisa : Alvise Radicati di Magliano (Antonino Iuorio) (4 épisodes)
- 2004 : Angel : Cyvus Vail (Dennis Christopher) (3 épisodes)
- 2004-2008 : The Shield : le chef-adjoint Roy Phillips (Nigel Gibbs) (14 épisodes)
- 2005 : Maigret et l'Étoile du Nord : le commissaire Jules Maigret (Bruno Cremer) (épisode 54)
- 2006 : 24 Heures chrono : James Nathanson (Geraint Wyn Davies (en)) (6 épisodes)
- 2008 : Les Experts : Miami : Evan Caldwell (David Keith) (saison 6, épisode 21 et saison 7, épisode 1)
- 2008 : American Wives : Harry (Bill Cobbs) (saison 2, épisode 3)
- 2008 : Eleventh Hour : Bob Henson (R. Lee Ermey) (saison 1, épisode 3)
- 2008 : Life : Nathan Gray (Jonathan Banks) (saison 2, épisode 5)
- 2008-2012 : Merlin : le Grand Dragon (John Hurt) (65 épisodes) (voix)
- 2009 : Dr House : Eddy (Meat Loaf) (saison 5, épisode 20)
- 2009 : Lie to Me : Joseph Hollin (Daniel Benzali) (saison 1, épisode 8)
- 2009-2017 : The Middle : M. Ehlert (Brian Doyle-Murray) (25 épisodes)
- 2010 : Mentalist : Duesterberg (Jon Polito) (saison 2, épisode 15)
- 2010 : Ben-Hur : Quintus Arrius (Ray Winstone) (mini-série)
- 2010-2015 : Downton Abbey : Charles « Charlie » Carson (Jim Carter) (52 épisodes)
- 2011 : Game of Thrones : Robert Baratheon (Mark Addy) (7 épisodes)
- 2012 : The Borgias : le frère Silvio (Roger Lloyd-Pack) (6 épisodes)
- 2013 : True Blood : Finn (Pruitt Taylor Vince) (5 épisodes)
- 2013 : La Bible : le roi Hérode (Sam Douglas) (mini-série)
- 2013-2014 : Glee : Sidney Greene (Michael Lerner) (5 épisodes)
- 2014 : Forever : Norman Sontag (Gary Basaraba) (saison 1 épisode 10)
- 2013-2017 : Vikings : le jarl Bjarni (Trevor Cooper) (saison 1, épisodes 5 et 6), l'évêque Edmund (Philip O'Sullivan) (20 épisodes)
- 2015 : Better Call Saul : Big Ricky Sipes (Joe Berryman) (saison 1, épisode 5)
- 2016 : Les Chroniques de Shannara : Eventine Elessedil (John Rhys-Davies) (7 épisodes)
- 2016 : Madam Secretary : Julius Barton (Brian Reddy) (3 épisodes)
- 2017 : Philip K. Dick's Electric Dreams : Ed Jacobson (Timothy Spall) (épisode 3)
- 2017-2019 : NCIS : Nouvelle-Orléans : Cassius Pride (Stacy Keach) (2e voix, saisons 4 et 5)

#### Séries d'animation
- 1968[n 7] : Les Aventures de Batman : voix additionnelles
- 1977[n 8] : Les Nouvelles Aventures de Batman : Boyd Baxter
- 1987 : Emi Magique : M. Bartholomé
- 1988-1995 : Garfield et ses amis : Jon Arbuckle
- 1992 : Les Tiny Toons : M. Mayonnaise (épisode 80)
- 1994-1998 : Animaniacs : Bobby
- 1997 : Fennec : Basil (1re voix, saison 1)
- 1999 : Hercule : Ra (épisode 46), Hépatitus (épisode 56)
- 2000[n 9] : Black Jack : le professeur Fox (OAV 10)
- 2003-2006 : Lilo et Stitch, la série : Jumba Jookiba
- 2008-2011 : Stitch ! : Jumba Jookiba
- 2009 : Wakfu : Tolot
- 2010 : Super Hero Squad : Crâne rouge
- 2011 : Scooby-Doo : Mystères associés : Dan Fluunk (épisode 36)
- 2012 : Star Wars: The Clone Wars : Agruss (épisodes 78 et 79)

### Jeux vidéo
- 1993 : Sam & Max : Hit the Road : le robot d'Abraham Lincoln
- 2002 : Stitch : Expérience 626 : Jumba Jookiba
- 2002 : Lilo et Stitch : Ouragan sur Hawaï : Jumba Jookiba
- 2003 : Le Seigneur des anneaux : Le Retour du roi : Gimli
- 2005 : The Matrix: Path of Neo : Agent Smith
- 2006 : Gothic 3 : un esclave
- 2007 : Heavenly Sword : Blatt
- 2007 : The Witcher : le fossoyeur de Wyzima, le gros Fred, pugilistes, voix additionnelles
- 2009 : Brütal Legend : voix additionnelles
- 2009 : Assassin's Creed II : Emilio Barbarigo
- 2009 : La Princesse et la Grenouille : ?
- 2010 : Le Seigneur des anneaux : La Quête d'Aragorn : Gimli
- 2011 : Le Seigneur des anneaux : La Guerre du Nord : Gimli
- 2012 : Les Royaumes d'Amalur : Reckoning : Hugues Lefomorien
- 2012 : Lego Le Seigneur des anneaux : Gimli
- 2014 : Watch Dogs : le maire Donovan Rushmore
- 2016 : Seasons After Fall : le Gardien de l'Hiver
- 2016 : Final Fantasy XV : l'empereur Ieldoras Aldercapt
- 2017 : La Terre du Milieu : L'Ombre de la guerre : divers Ologs

### Discographie
- En voiture avec le Roi des papas : Henri Fesse, la voix grave dans la psy, le papa pas aimable dans Les claques, le méchant d'En route pour Mars (OHHH) et le gendarme au début (voix)

## Voix off
- Meetic[2]
- les visiteurs (le narrateur)